# Мицар и Алькор

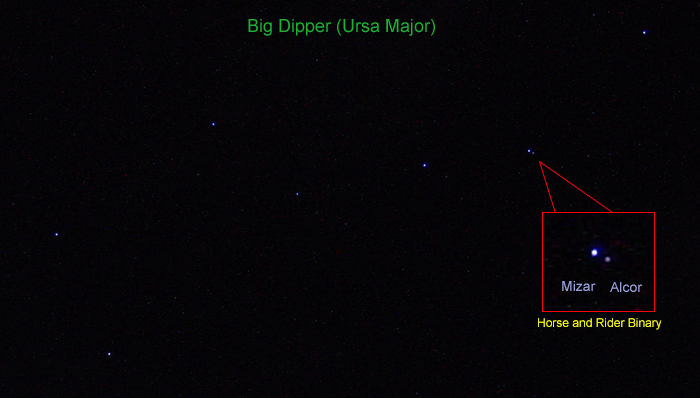
Мицар и Алькор в созвездии Большая Медведица

Мицар и Алькор — две звезды, видимые невооружённым глазом на рукоятке астеризма Большой Ковш (или Плуг) в созвездии Большой Медведицы. Мицар — вторая звезда с конца ручки Большого Ковша, а Алькор — её более слабый спутник. Традиционное название Мицар (англ. Mizar) происходит от араб. المئزر‎ (англ. miʼzar), означающего «пояс», «кушак» или «набедренная повязка». Алькор изначально происходил от араб.  سها ‎ (англ. Suhā/Sohā), что означает «забытый» или «незначительная». Известен как слабо заметный спутник Мицара. Мицар, также имеющий обозначение как Дзета Большой Медведицы, Zeta Ursae Majoris (ζ Ursae Majoris, сокращ. Zeta UMa, ζ UMa), сам по себе является четырёхкратной системой, а Алькор, также обозначаемый как 80 Большой Медведицы (80 UMa), представляет собой двойную звезду, вместе образующую звёздную систему. Вся система находится на расстоянии около 83 св. лет (25,6 пк) от Солнца, что было измерено астрометрическим спутником Hipparcos.

## Звёздная система
При нормальном зрении Алькор виден примерно в 12 минутах дуги от Мицара. Алькор имеет видимую звёздную величину 3,99m и спектральный класс A5V. У него есть слабый компаньон — красный карлик, отделённый от него на 1 секунду дуги.
Собственные движения Мицара и Алькора показывают, что они движутся вместе, вместе с большинством других звёзд Большой Медведицы, кроме Дубхе и Алькаида, как члены движущейся группы звёзд Большой Медведицы, в основном рассеянной группы звёзд, имеющих общее рождение. Однако ещё предстоит окончательно доказать, что они гравитационно связаны. Недавние исследования показывают, что двойная система Алькора и четверная система Мицара несколько ближе друг к другу, чем считалось ранее: приблизительно расстояние между двумя звёздами составляет 74 000 ± 39 000 а.е. или 1 ± 0,5 св. лет. Неопределённость связана с неопределённостью относительно точных расстояний до нас. Если они находятся на одинаковом расстоянии от нас (что маловероятно), то расстояние между ними составляет всего 17 800 а.е. или 0,281 св. лет.
Между Мицаром и Алькором, находится звезда 8-й величины «Звезда Людвига» — отдалённый (300 св. лет) фоновый объект.

## Альтернативные названия
Мицар известен как Васиштха, один из Саптариши, а Алькор как Арундхати, жена Васиштхи, в традиционной индийской астрономии. Как супружеская пара, они считаются символом брака, и в некоторых индуистских общинах по сей день священники, проводящие свадебную церемонию, ссылаются или указывают на астеризм как символ близкого брака, который приносит пара.
Хотя было сделано заявление, что Алькор не был известен древним грекам, существует старая история о том, что существовала Затерянная Плеяда — Электра, которая пришла сюда от своих спутников и стала Алопексом, то есть Лисой. Латинское название было Eques Stellula, Маленький Звёздный Всадник; которое пошло от немецкого астронома 17-го века Байера. Мицар и Алькор, обычно в Англии, вместе иногда называют «Лошадь и Всадник», где Мицар — лошадь. Персидский астроном Аль Бируни (973—1048 гг. н. э.) упомянул о его важности в семейной жизни арабов в 18-й день сирийского месяца Адар, весеннего равноденствия.
В китайской астрономии Мицар звезду относят к астеризму 北斗 (Běi Dǒu), что означает «Северная Медведица», состоящему из Дубхе, Мерака, Фекды, Мегреца, Мицара Алиота и Бенетнаша. Следовательно, сам Мицар известен как 北斗六 Běi Dǒu liù, (англ. the Fifth Star of Northern Dipper ), то есть «Пятая звезда Северной Медведицы».
Мицар — это гаичка, а Алькор — кастрюля в микмакском мифе о великом медведе и семи охотниках.

## Проверка зрения
Способность распознавать Мицар и Алькор невооружённым глазом часто называют проверкой зрения, что подтвердило современное экспериментальное исследование. Арабская литература говорит, что спутник Мицара может видеть только тот, у кого острое зрение. Арабский лексикограф XIV-го века Файрузабади назвал это «нашей загадкой», а персидский астроном-писатель XIII -го века века Закария аль-Казвини сказал, что «люди проверяли своё зрение этой звездой». Гумбольдт писал об этом, как о том, о чём с трудом видно, и Араго также ссылался на это свойство. Астроном сэр Патрик Мур предположил, что это на самом деле относится к другой звезде, которая визуально лежит между Мицаром и Алькором. Эту звезду иногда называют «звездой Людвига», она была открыта 2 декабря 1722 года немецким астрономом Иоганном Георгом Либкнехтом (23 апреля 1679 — 17 сентября 1749 года) и названа в честь его покровителя ландграфа Людвига Гессен-Дармштадтского. Либкнехт думал, что это планета, но Бенедетто Кастелли (1577—1643 гг.), примерно в том же веке, в 1616 г., уже наблюдал её в том же положении, что указывало на то, что это фоновая звезда.
Арабы в пустыне расценили это как испытание проницательного видения; и они привыкли противопоставлять «Сохаил» и «Соха» (Канопус-Алькор), занимающие соответственно самые высокие и самые низкие посты в небесной иерархии. Таким образом, Vidit Alcor, at non lunam plenam (в переводе с латыни «он видел Алькор, но не полную луну») стал общеизвестным описанием обращающего внимание на мелочи человека, но не обращающего внимание на всё остальное.
 — Agnes M, Clerke, The Herschels and Modern Astronomy (1901)

## 6-кратная система

### Открытие
Бенедетто Кастелли, один из учеников Галилея, в XVI веке наблюдал Мицар через телескоп и понял, что это была двойная система: Мицар А и Мицар Б. Затем, в течение XIX и начала XX века, с помощью спектроскопии учёные показали, что звёзды Мицар A и B сами являются двойными системами. В 1908 году система Мицар-Алькор стала первой 5-кратной звёздной системой, когда-либо обнаруженной.
В 2009 году Эрик Мамайек (англ. Eric Mamajek) и его коллеги из Рочестерского университета во время поиска экзопланет обнаружили, что Алькор также является двойной звездой, что делает систему Мицар-Алькор 6-кратной звёздной системой. Тот же вывод был независимо подтверждён Беном Оппенгеймером из Американского музея естественной истории.